# Lodja
Lodja este un oraș în  provincia Kasai-Oriental, Republica Democrată Congo. În 2012 avea o populație de 64 147 de locuitori, iar în 2004 avea 52 798.